# Muzeum Diecezjalne w Rzeszowie
Muzeum Diecezjalne (lub Muzeum Diecezji Rzeszowskiej) to instytucja kościelna założona w 1997 przez biskupa Kazimierza Górnego. Muzeum oficjalnie zostało otwarte 22 września 1998 przy okazji Europejskich Dni Dziedzictwa Kulturowego w Rzeszowie. Zbiory to dzieła sztuki sakralnej, które wyszły z użycia, jednak ze względu na wiek diecezji (erygowana w 1992 roku) większość eksponatów z jej terenu znajduje się w muzeach przemyskim i tarnowskim. Przez pierwsze 17 lat kierował nim ks. Franciszek Dziedzic.

## Zbiory
W muzeum znajduje się ponad 600 eksponatów, które stale są poddawane pracom konserwatorskim. Do najcenniejszych należą:
- włoska, wapienna kropielnica domowa (wczesne średniowiecze)
- krucyfiks (XIV w.), z Rożnowic
- rzeźba Chrystusa Zmartwychwstałego (XVI w.)
- obraz "Chrystusa u słupa" (XVII w.)
- figura Madonny (sprzed 1410 roku)
- feretron przedstawiający Matkę Bożą Niepokalaną wykonany w kręgu szkoły Dolabellego z 1698, z Bączala Dolnego